# 革新—民族主义兄弟会
革新—民族主义兄弟会（加利西亚语：Anova-Irmandade Nacionalista），简称革新（Anova），是西班牙加利西亚自治区的一个左翼政党联盟（拥有注册政党地位）。该党成立于2012年，由伊尔曼丁诺会议、加利西亚人民阵线、争取草根运动和加利西亚工人阵线等四个左翼政党（这些政党都分裂自或起源于加利西亚人民联盟）及一些独立政治活动家组成。它的意识形态是加利西亚民族主义、社会主义、反资本主义、共和主义。该党主张加利西亚独立。它的发言人是安东·桑切斯。总部位于圣地亚哥-德孔波斯特拉。它是政党联盟加利西亚左翼替代的成员。